# Тальяменто

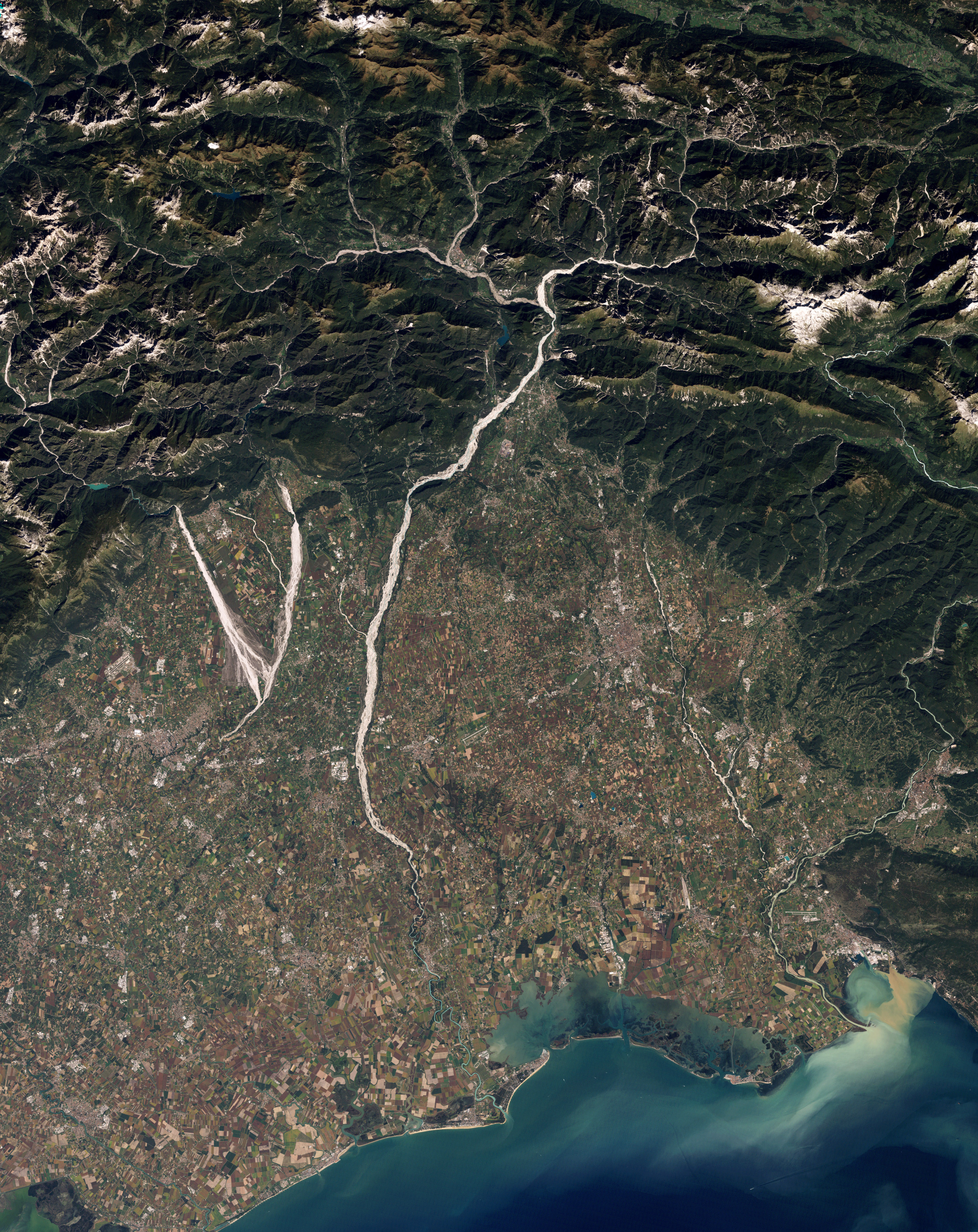
Кольорове супутникове зображення північно-східної Італії, на якому показано частини річок Челліна, Медуна та Тальяменто

Тальяменто (італ. Tagliamento; фріул. Tiliment; вен. Tajamento) — плетена річка на північному сході Італії. Тече від Альп до Адріатичного моря між Трієстом і Венецією.
Річка Тальяменто вважається останньою морфологічно незайманою річкою в Альпах., тобто її русло не змінилося втручанням людини. Річка сягає завдовжки 150 км. На ній лежить понад 600 островів.
Її витік знаходиться в перевалі Маурія, на кордоні між регіонами Венето і Фріулі-Венеція-Джулія. У верхній частині вона протікає через історичний регіон Карнія, у північній частині провінції Удіне. У середній і нижній частинах річка спочатку встановлює кордон між провінціями Удіне та Порденоне, а пізніше між Удіне та провінцією Венеція. Нарешті, вона впадає у Венеціанську затоку між муніципалітетами Ліньяно-Сабб'ядоро та Бібіоне.
Вододіл займає площу 2 916 квадратних кілометрів (1 126 миля2) з населенням приблизно 165 000 чоловік. Вододіл майже повністю лежить у Карнії та інших гірських долинах Фріулі. 86,5 % вододілу знаходиться в провінції Удіне.
Основні міста вздовж берегів річки — Латізана і Сан-Мікеле-аль-Тальяменто. У басейні річки розташовані такі міста: Тольмеццо, Джемона-дель-Фріулі, Сан-Даніеле-дель-Фріулі, Спілімберго, Казарса-делла-Деліція, Кодроїпо, Сан-Віто-аль-Тальяменто, Пінцано-аль-Тальяменто.